# Premis YoGa 2007
Els 18è Premis YoGa foren concedits al "pitjoret" de la producció cinematogràfica de 2006 per Catacric la nit del 30 de gener de 2007 "en un lloc cèntric de Barcelona" per un jurat anònim que ha tingut en compte les apreciacions, comentaris i suggeriments dels lectors de la seva web. Alguns dels premiats estrangers, com Sharon Stone i M. Night Shyamalan, coincidien en que també van rebre el Razzie d'aquell mateix any.

## Guardonats
| Secció           | Premi               | Nom                                       | Guanyador                                                                        |
| ---------------- | ------------------- | ----------------------------------------- | -------------------------------------------------------------------------------- |
| Cinema estranger | Pitjor pel·lícula   | "Plastoon"                                | World Trade Center                                                               |
| Cinema estranger | Pitjor director     | "Pepito Piscinas"                         | M. Night Shyamalan, per La jove de l'aigua                                       |
| Cinema estranger | Pitjor actor        | "El flautista de Amélie"                  | Tom Hanks, per El codi Da Vinci                                                  |
| Cinema estranger | Pitjor actriu       | "Yo soy la Shari"                         | Sharon Stone, per Basic Instinct 2                                               |
| Cinema espanyol  | Pitjor pel·lícula   | "Todos los hombres de Pedro J."           | GAL                                                                              |
| Cinema espanyol  | Pitjor direcció     | "Vaya par de gemelos"                     | Marc Recha i el seu germà, per Dies d'agost                                      |
| Cinema espanyol  | Pitjor actor        | "Maja adentro"                            | Javier Bardem, per Goya's Ghosts                                                 |
| Cinema espanyol  | Pitjor actriu       | "A la triste"                             | Ariadna Gil, per Alatriste, Bienvenido a casa i El laberinto del fauno           |
| Cinema espanyol  | Pitjor doblatge     | "Babel"                                   | Doblatge d'actors espanyols a altres llengües autonòmiques                       |
| Especials        | Menció              | "Aquellos chalados en sus locos caballos" | La sobredosi de Tirant lo Blanc, Los Borgia i Héroes de Caballería, entre altres |
| Especials        | Exhibidor           | "Adiós a los calientabanquillos"          | L'imminent tancament del cine Arenas de Barcelona                                |
| Especials        | Uno de los nuestros | "Bajo las aguas intranquilas de Sitges"   | Àngel Sala                                                                       |